# Прозорова Наталія Сергіївна
Наталія Сергіївна Прозорова (рос. Наталья Сергеевна Прозорова; 4 жовтня 1922, м. Вологда, РРФСР — 21 листопада 2006, м. Київ, Україна) — український та російський правознавець, доктор юридичних наук (з 1985), професор (з 1986).

## Життєпис
У 1940 році вступила до Всесоюзного юридичного заочного інституту (ВЮЗІ) Прокуратури СРСР. У 1941 році з 2-го курсу цього вишу пішла на фронт. Учасник німецько-радянської війни з травня 1944 року. Воювала на Західному та 3-му Білоруському фронтах начальником радіостанції 426-го окремого батальйону зв'язку 173-ї стрілецької Оршанської Червонопрапорної дивізії, сержант. Член ВКП(б).
У 1948 році закінчила Московський юридичний інститут НКЮ СРСР. Після закінчення аспірантури цього вишу працювала в ньому (з 1951): старшим викладачем, а після злиття інституту з юридичним факультетом Московського університету — доцентом цього факультету. З 1961 — у Києві: доцент Київської ВШ МВС СРСР; доцент, завідувач кафедри теорії держави і права, професор кафедри теорії та історії держави і права юридичного факультету Київського університету. Від 1991 — професор юридичного факультету Міжнародного Соломонового університету, Інституту економіки, управління і господарського права, Національного педагогічного університету ім. М. П. Драгоманова (всі в Києві), Запорізького університету. Досліджувала проблеми історії політичних і правових учень. Автор понад 60 наукових та навчально-методичних праць.

## Нагороди
Нагороджена українським орденом «За мужність» 3-го ступеня (14.10.1999), радянськими орденами Вітчизняної війни 2-го ступеня (11.03.1985), Червоної Зірки (10.04.1945), Слави 3-го ступеня (…) і медалями, в тому числі двома «За відвагу» (24.07.1944, 27.03.1945).

## Основні праці
- «Політичні і правові погляди Джона Лільберна» (1960);
- «Томас Мор. З історії політичної і правової думки» (1983 у співавторстві);
- «Історія політичних і правових вчень» (ч.1. 1991- у співавторстві);
- «Робесп'єр проти Монтеск'є, або знову про розподіл влад» (1995);
- «М. П. Драгоманов про розвиток конституціоналізму» (1997);
- «П. І. Пестель: конституційний та інші законодавчі проєкти» (2000).